# Las Hedradas
Las Hedradas (en gallego As Hedradas) es una localidad española del municipio de Lubián, en la provincia de Zamora y la comunidad autónoma de Castilla y León.

## Geografía
Se encuentra situado al noroeste de la provincia de  Zamora, junto a la provincia gallega de Orense, limítrofe a la comarca de  Viana, y próximo a la frontera con Portugal, a la altura de la histórica región lusitana de Trás-os-Montes. Pertenece a la denominada Alta Sanabria, una subcomarca de la comarca histórica y tradicional de Sanabria. Las localidades de Aciberos, Chanos, Las Hedradas, Hedroso, Lubián y  Padornelo conforman el término municipal de Lubián.
Las Hedradas se encuentra situada en un llano alto, lo que ha favorecido que a escasos metros de la población se haya instalado un parque eólico. El edificio más representativo de este pueblo es su iglesia, cuyo campanario es de nueva construcción por haber perdido el antiguo en un fuerte vendaval.

## Topónimo
Las Hedradas, al igual que Hedroso, ambas localidades anejas del municipio de Lubián, tienen un mismo origen etimológico que algunos autores han señalado en “hederosus, hederatas” adjetivaciones del vocablo latino “hedera”, es decir, hiedra o yedra. La presencia de esta planta trepadora de la familia de las araliáceas, es fácilmente constatable en el paisaje urbano de ambas localidades, a las que da una vistosa nota de color verdinegro. Existen topónimos similares en otros rincones de España, como en Hedradas (Oviedo), Hedreiro (Coruña), Ledrada (Salamanca). En Galicia es frecuente su presencia sin la hache etimológica inicial.

## Historia
Durante la Edad Media Las Hedradas quedó integrado en el Reino de León, cuyos monarcas habrían acometido la repoblación de la localidad dentro del proceso repoblador llevado a cabo en Sanabria. Tras la independencia de Portugal del reino leonés en 1143 Las Hedradas habría sufrido por su situación geográfica los conflictos entre los reinos leonés y portugués por el control de la frontera, quedando estabilizada la situación a inicios del siglo XIII.
Posteriormente, en la Edad Moderna, Las Hedradas fue una de las localidades que se integraron en la provincia de las Tierras del Conde de Benavente y dentro de esta en la receptoría de Sanabria. No obstante, al reestructurarse las provincias y crearse las actuales en 1833, la localidad pasó a formar parte de la provincia de Zamora, dentro de la Región Leonesa, quedando integrado en 1834 en el partido judicial de Puebla de Sanabria.
Finalmente, en torno a 1850, el antiguo municipio de Las Hedradas se integró en el de Lubián.

## Demografía
Como el resto de pueblos de la zona, Las Hedradas sufrió un gran éxodo rural a mediados del siglo XX pasando su población de unos pocos cientos de habitantes en 1950 a 12 habitantes en 2017 según datos del (INE). Otra de las razones de esta baja población es el fuerte envejecimiento de la zona ya que la media de edad  supera los 70 años.

## Patrimonio lingüístico
Es una de las pocas localidades bilingües de la provincia de Zamora, ya que sus habitantes utilizan habitualmente el castellano y el gallego.

## Clima
Situado en la sierra Sanabresa, Las Hedradas cuenta con un clima muy frío y húmedo con temperaturas que pueden llegar a -15º y que en verano no suelen superar los 30° y una precipitaciones muy abundantes, 1500 mm al año sobre todo en la época otoñal.